# Antoñete
Antonio Chenel Albaladejo dit « Antoñete », né le 24 juin 1932 à Madrid (Espagne) et mort dans la même ville le 22 octobre 2011, est un matador espagnol.

## Présentation
Antoñete était le neveu du mayoral des arènes de las Ventas à Madrid. De ce fait, il a pu dès son plus jeune âge, assister aux corridas auxquelles participaient les plus grands matadors de l'époque. Dès l'âge de quatorze ans, empresa des arènes de Madrid le fait débuter dans un spectacle folklorique mexicain.

## Carrière
Il débute en novillada piquée le 18 février 1951 à Barcelone où Pedro Balaña, (un des plus grands apoderados de l'histoire de la corrida) le prend en main. Le 5 juin 1952, il se présente à Madrid et dès le 18 mars 1953, il prend  son alternative à Castellón avec Julio Aparicio pour parrain et « Pedrés » pour témoin, devant le taureau Carvajal de la ganadería Francisco Chica.
Il confirme la même année à Madrid avec pour parrain Rafael Ortega et pour témoin  Julio Aparicio, face au taureau Rabón de l'élevage de Alipio Pérez Tabernero. Ce jour-là est un quasi désastre, mais il se rachète deux jours plus tard et il triomphe en coupant deux oreilles devant des taureaux de Fermín Bohórquez.
Sa carrière est à cette image, composée de disparitions et de retours triomphaux. De blessures aussi, qui vont hacher sa carrière dès 1953 lorsqu'il se fracture l'avant-bras gauche à Malaga, ce qui réduit sa temporada à trente-six corridas alors qu'il aurait pu en avoir le double. Sa meilleure saison est celle de l'année 1956 où il a cinquante-cinq corridas dont une miurada. En France, il triomphe à Bordeaux où il remporte l'Oreille d'or en 1953, 1955, et 1956. Et à Nîmes le 6 juin 1954, il sauve la feria avec un corrida d'anthologie face à un taureau de Juan Pedro Domecq. Il ne torée pas en 1959 ; de 1960 à 1964, il ne torée que peu. On le croit fini, mais le 8 août 1965 il se relance dans les arènes de Madrid en coupant deux oreilles. Il torée cinquante fois en 197, puis il disparaît de nouveau pour revenir en 1971, 1972, 1975. À cette date, on pense réellement que c'est la fin de sa carrière puisqu'il fait des adieux définitifs et part pour le Venezuela.
Mais il revient en 1981 pour faire une seconde et fructueuse carrière jusqu'au 30 septembre 1985, année où il se fait couper la coleta dans les arènes de Madrid.
Il continue  toutefois à toréer de manière épisodique entre 1987 et 1997, année où il annonce sa retraite définitive. Ce qui ne l'empêche pas de participer encore à quelques corridas. En 2001, au cours d'une corrida à Burgos, le 1er juillet 2001 il est pris d'un malaise cardiaque qui l'écarte définitivement des arènes.
En 2000, sa carrière est récompensée de la Médaille d'or du mérite des beaux-arts par le Ministère de l'Éducation, de la Culture et des Sports.
Entre-temps, il a été également commentateur à la télévision.
Son père était un républicain fusillé durant la Guerre d'Espagne. En raison de cela, Antoñete n'a jamais mis d'habit de lumières bleu, couleur de la Phalange espagnole.
Le 16 février 2001, le Conseil des ministres espagnol lui a décerné la médaille du Mérite des Beaux-arts. Le 1er juillet 2001, il totalisait 553 corridas.

## Le style
Le toreo d’« Antoñete » était basé sur le bon goût, le courage et la pureté de l’exécution ; il « citait » (« appelait ») de face, la muleta planchada (« plate »). On l'a vu souvent toréer en compagnie des plus grands artistes comme Rafael De Paula. On disait de lui qu'il était le plus andalou des toreros madrilène à cause de son gout prononcé pour la vie « flamenquiste ».
Les historiens de la tauromachie sont partagés sur l'ensemble de sa carrière. Casanova et Dupuis considèrent qu'il manquait de dominio, ce qui explique ses nombreuses blessures et le fait qu'il a été un torero « à éclipses ». Bérard le donne comme un bel exemple de longévité et de science torera et comme une des plus grands figures du XXe siècle, en particulier pour la faena du 15 mai 1966 réalisée face au fameux taureau blanc d'Osborne et qui reste considérée comme un chef-d'œuvre.

## Vie privée
Sa vie privée a été également assez chaotique. Amateur de « virées à l'andalouse », son retour de 1981 est surtout motivé par des raisons financières. Il mène une vie « moins que spartiate ». Il avait épousé la fille d'un banquier qui finit par le quitter, sans doute lassée, par son « flamenquisme ».

### Chronologie
- Débuts en novillada sans picadors : Madrid, plaza de las Ventas en 1949.
- Débuts en novillada avec picadors : Barcelone en février 1951.
- Présentation à Madrid : 5 juin 1952 aux côtés de Manuel Perea et de « Carriles ». Novillos de la ganadería de Nicasio López Navalón.
- Alternative : Castellón de la Plana le 8 mars 1953. Parrain, Julio Aparicio ; témoin, « Pedrés ». Taureaux de la ganadería de Francisco Chica.
- Confirmation d'alternative à Madrid : 13 mai 1953. Parrain, Rafael Ortega ; témoin, Julio Aparicio. Taureaux de la ganadería de Alipio Pérez Tabernero.